# Hymedesmia rhaphigena
Hymedesmia rhaphigena är en svampdjursart som först beskrevs av Topsent 1904.  Hymedesmia rhaphigena ingår i släktet Hymedesmia och familjen Hymedesmiidae. Inga underarter finns listade i Catalogue of Life.